# Emilia Deland
Emilia Rosalie Feodorovna Deland, född 22 oktober 1819 i Helsingfors, död 25 juni 1854 på Aludden utanför Sigtuna, var en svensk skådespelerska.
Emilia Deland var dotter till skådespelaren och teaterdirektören Fredrik Julius Widerberg och skådespelerskan Augusta Emelie Lind. Redan som femåring började hon uppträda på scen och anslöt sig 1831 som elev till Carl Wildners teatertrupp. 1832 var hon åter vid sin fars teatersällskap, 1834 anställdes hon hos Pierre Deland och Ulrik Torsslow, och gifte sig 1837 med Fredrik Deland. 1844-1848 till hörde hon sin make Fredrik Delands teatersällskap, där hon bland annat spelade Sophie i Heibergs Nej!, Viva i Heibergs Recensenten och djuret, Hildegard i Blanches Läkaren och Anna i Dahlgrens Värmlänningarna. 1848 drog hon sig tillsammans med sin make tillbaka på egendomen Aludden utanför Sigtuna.